# Домбрувка-Марянка
Домбрувка-Марянка (пол. Dąbrówka-Marianka) — село в Польщі, у гміні Зґеж Зґерського повіту Лодзинського воєводства.